# 長岡市営スキー場
長岡市営スキー場（ながおかしえいスキーじょう）は、新潟県長岡市栖吉町にあるスキー場。施設は長岡市が所有し、長岡東山フェニックスグループが指定管理者として運営管理を行っている。本項では、関連施設である東山ファミリーランドおよび長岡市営牧場についても述べる。

## 概要
長岡市川東地域東部の栖吉地区に所在する。第一リフトからは上級者コースのみ。第二リフトからは緩斜面・中斜面中心のファミリー向けのスキー場。
スキー場に併設して1980年度から総合レクリエーション基地「東山ファミリーランド」が整備された。2002年からはサマースキーも実施しており、国内最長（450 m）のグレステンスキーコースが設けられている。
2004年（平成16年）の新潟県中越地震で被災したが、2006年（平成18年）夏季から営業を再開した。ただ近年、冬季営業に関しては少雪の影響で滑走に充分な積雪量が確保できないシーズンがあり、営業日ゼロのままシーズンを終えることもあった。

## 沿革
- 1973年（昭和48年）12月1日 - 開業[3]
- 1975年（昭和50年） - 隣接地に長岡市営牧場が開業[4][5][6]。
- 1981年（昭和56年）4月 - 東山ファミリーランドがオープン（ポニー広場、バーベキューガーデン）[7]。
- 1982年（昭和57年）7月 - 市営東山テニス場がオープン[8]。
- 1984年（昭和59年） - 東山ファミリーランドに自然観察林オープン[9]。
- 2000年（平成12年）4月 - 市営スキー場にサマーボブスレーオープン[10]。
- 2002年（平成14年）7月 - サマースキーゲレンデがオープン[11]。

## 施設
- 第一ゲレンデ：上級者向け。スノーボード不可
- 第二、第三ゲレンデ：初級者向け
- 第五ゲレンデ：中級者向け
- キッズ：ソリ遊び場
- リフト本数：ペア2基（606m・415m）
- ナイター：無し
- 託児所（室）： 無し
- レンタル：スキー板、スキーブーツ、ストック、スノーボード、ボードブーツ、ウエア、そり（有料）
- 駐車場：800台（無料）
- スクール：公認長岡スキー学校
- 第二ロッジ：ロッカー、更衣室、トイレ、食堂

## アクセス
公共交通
- 長岡駅東口バスターミナル6番線から越後交通バス「長倉・栖吉」行で「原町」下車（長岡駅から約18分） 徒歩15分

自動車
- 関越自動車道 長岡ICからフェニックス大橋を経由して約25分